# Karl-Heinz Ruffmann
Karl-Heinz Ruffmann (* 7. März 1922 in Memel; † 17. Dezember 1996 in Traunstein) war ein deutscher Historiker.

## Leben
Einer seiner Vorfahren war der aus Pillau stammende Kaufmann und in Königsberg mit Kant befreundete Bancodirektor Wilhelm Ludwig Ruffmann (1737–1794).
Karl-Heinz Ruffmann besuchte das Luisengymnasium Memel. Nach dem Abitur studierte er 1939–1941 an der Philosophischen Fakultät der Universität Jena. Er wurde als Soldat verwundet und konnte 1944 die Albertus-Universität Königsberg besuchen. Als die Ostpreußische Operation (1945) anbrach, flüchtete er über Hel per Schiff nach Kopenhagen. Nach Rückkehr aus der Internierung setzte er 1946–1950 sein Studium an der Georg-August-Universität Göttingen fort. Mit einer Doktorarbeit bei Reinhard Wittram wurde er 1950 zum Dr. phil. promoviert. 1950/51 verweilte er auf Kosten des British Council in Hull und London und bis 1954 war er Stipendiat der Deutschen Forschungsgemeinschaft. Er arbeitete als wissenschaftliche Hilfskraft an der Universität Göttingen. Nachdem 1957 das Ostkolleg der Bundeszentrale für Heimatdienst in Köln gegründet worden war, fungierte er hier als wissenschaftlicher Mitarbeiter, Studienleiter und Mitglied des Direktoriums. Im selben Jahr wurde er in die Historische Kommission für ost- und westpreußische Landesforschung aufgenommen. 1961 habilitierte er sich an der Universität zu Köln mit einem Thema über osteuropäische Geschichte. Zum Wintersemester 1962/63 wurde er als ordentlicher Professor an den neugeschaffenen Lehrstuhl für osteuropäische Geschichte der Friedrich-Alexander-Universität Erlangen-Nürnberg berufen. Ende März 1990 wurde er emeritiert.
Sein Forschungsschwerpunkt war die Geschichte der Sowjetunion.

## Schriften (Auswahl)
- Das Rußlandbild im England Shakespeares. Musterschmidt, Göttingen 1952 (= Göttinger Bausteine zur Geschichtswissenschaft, Bd. 6) (zugl. Dissertation Universität Göttingen).
- (als Mitherausgeber): Der Sowjetkommunismus. Dokumente. Zwei Bände. Kiepenheuer & Witsch, Köln 1963/1964.
- Sowjetrußland. Struktur und Entfaltung einer Weltmacht. Deutscher Taschenbuch-Verlag, München 1967 (= dtv-Weltgeschichte des zwanzigsten Jahrhunderts, Bd. 8) (9. Auflage 1981).
- Sowjetunion. Texte, Bilder, Dokumente. Desch, München 1972, ISBN 3-420-03206-4.
- Sport und Körperkultur in der Sowjetunion. Deutscher Taschenbuch-Verlag, München 1980, ISBN 3-423-01578-0.
- Fragen an die sowjetische Geschichte. Von Lenin bis Gorbatschow. Deutscher Taschenbuch-Verlag, München 1987, ISBN 3-423-10792-8.

Festschrift
- Clemens Burrichter (Hrsg.): „Ohne Erinnerung keine Zukunft!“ Zur Aufarbeitung von Vergangenheit in einigen europäischen Gesellschaften unserer Tage [Karl-Heinz Ruffmann zum 70. Geburtstag am 7. März 1992]. Verlag Wissenschaft und Politik, Köln 1992, ISBN 3-8046-8780-6.